# Veritatis Splendor
Veritatis Splendor (hrvatski: Sjaj istine) je deseta enciklika pape Ivana Pavla II.
Govori "o nekim od osnovnih problema moralnog nauka Crkve." Ova enciklika jedno je od najsvestranijih filozofskih učenja moralne teologije u katoličkoj tradiciji. Rad na ovoj enciklici je trajao šest godina, a objavljena je 6. kolovoza 1993. godine.
Veritatis Splendor odgovora na dileme moralne teologije u Katoličkoj Crkvi u drugoj polovici 20. stoljeća. Ova pitanja tiču se: priznavanja dobra, postojanja zla, uloge ljudske slobode, ljudske savjesti i smrtnoga grijeha. U odgovoru na ova pitanja, papa Ivan Pavao II. snažno inzistira da je moralna istina dostupna, izbor dobroga ili lošega ima veliki utjecaj, te da ne postoji stvarna kontradikcija između slobode i nasljedovanja dobra.
Ivan Pavao II. uči da ne postoji pravi sukob između ljudske slobode i Božjeg zakona. Božji zakon uređuje ljudsko ponašanje i nije protiv ljudske slobode, nego "štiti i promiče slobodu."
Enciklika kaže da današnje poštovanje ljudske slobode predstavlja jedno od pozitivnih ostvarenja suvremene kulture.
Papa Ivan Pavao II. kritizirao je moralni relativizam tvrdeći, da doista postoji apsolutna istina dostupna svim ljudima. Suprotno filozofiji moralnog relativizma, enciklika inzistira da je moralni zakon univerzalan za ljude različitih kultura, te je u stvari ukorijenjen u ljudskom stanju. Papa Ivan Pavao II. smatra, da bez obzira koliko je netko odvojen od Boga, "u dubini svoga srca uvijek ostaje čežnja za apsolutnom istinom i žeđ da se postigne puno znanje o tome." Smatra, da sjaj istine "blista duboko unutar ljudskog duha."